# 金興村 (嘉義縣)
23°31′N 120°26′E / 23.517°N 120.433°E
金興村是臺灣嘉義縣民雄鄉轄下的行政區。位於民雄鄉南端，周圍環繞民雄鄉福興村、興南村、福樂村，南鄰嘉義市。面積約0.52平方公里，行政區包含22個鄰、1,262戶、3,367人。

## 地理
金興村又稱「湖來」，原為溪埔地，地勢低窪，每逢豪雨常淹水。金興村南方以牛稠溪及其支流作為嘉義縣與嘉義市的分界線；北部則有竹崎、民雄的重要水利設施中興圳幹線，由東向西橫貫並終止於村內。

## 聚落歷史
因地勢關係，此地原無人居，只有鄰近農家來放牛吃草。相傳1948年（民國37年）有一位古姓民眾從三峽移居至此，成為租地、開墾的首位住戶。後續還有來自臺灣各地的的人口移入開墾，種植甘蔗、地瓜、花生等作物。
1970年代初期至1980年代初期，頭橋工業區及民雄工業區相繼完成，建商也在周圍興建住宅社區，吸引大量人口移入，使當地發展成工業、住宅混合的型態。因人口快速發展，在1994年（民國83年）從興南村獨立出一塊行政區，以當地社區的「金世界」、「世興段」各取一字，而命名為金興村。
由於緊鄰民雄工業區及頭橋工業區，當地居民長期暴露於空氣汙染的環境中，歷年來歷經多次陳情、抗議，均未獲得改善。

## 莫拉克風災
2009年8月6日至8月10日間，莫拉克颱風來襲，金興村旁朴子溪堤防潰堤、水淹2至3層樓高，造成村民財產損失。

## 教育
金興村內目前無設立國民中小學。國小學區劃入興中村的興中國小；國中學區則共同劃入西安村的民雄國中與大崎村的大吉國中。

## 文化資源
- 忠義元帥廟：建於1980年代初期，主祀忠義元帥（又名忠義公）。每年農曆五月十六日為聖誕日，舉行平安遶境活動。[3]